# I promessi sposi (sèrie de televisió)
I promessi sposi és un drama de televisió produït per la Rai i transmès el 1967, basat en la novel·la del mateix nom d'Alessandro Manzoni i dirigida per Sandro Bolchi, que va escriure el guió juntament amb Riccardo Bacchelli.
Va ser un dels guions de la Rai més reeixits en termes de públic i crítica, també a causa de l'extrema fidelitat al text literari que els va inspirar.

## Argument
Transposició fidel de la novel·la de Manzoni a la televisió, la trama segueix el text literari d'una manera bastant precisa tant en la representació com en els diàlegs, que són en gran part la recitació textual dels discursos directes presents en el text. Hi ha algunes inversions temporals lleugeres i, òbviament, omissions de parts essencialment descriptives, quan l'escena visual parla per si mateixa. Com que el text original està escrit amb la tècnica del narrador extern, el treball de televisió adopta una veu (Giancarlo Sbragia, pràcticament un intèrpret del propi Manzoni) que, llegint sobretot el text original, introdueix i explica l'acció dels personatges, i juntament amb el text, explora el context històric.

## Personatges i intèrprets
- Nino Castelnuovo (Renzo Tramaglino)
- Paola Pitagora (Lucia Mondella)
- Lilla Brignone (Agnese)
- Tino Carraro (Don Abbondio)
- Elsa Merlini (Perpetua)
- Luigi Vannucchi (Don Rodrigo)
- Glauco Onorato (Il Griso)
- Carlo Cataneo (Il Conte Attilio)
- Franco Parenti (Azzeccagarbugli)
- Massimo Girotti (Fra Cristoforo)
- Lea Massari (Gertrude - La Monja de Monza)
- Fosco Giachetti (Il principe, padre di Gertrude)
- Germana Paolieri (La principessa, madre di Gertrude)
- Salvo Randone (L'Innominato)
- Cesare Polacco (Il conte zio)
- Aldo Soligoj (Egidio)
- Mario Feliciani (Cardinale Federigo Borromeo)
- Gianni Bonagura (Tonio)
- Ennio Groggia (Gervaso)
- Mario Pisu (Il Podestà di Lecco)
- Carlo Sabatini (Fra Galdino)
- Gabriella Giacobbe (Donna Prassede)
- Sergio Tofano (Don Ferrante)
- Antonio Battistella (Sarto)
- Bianca Toccafondi (La moglie del sarto)
- Edoardo Toniolo (Antonio Ferrer)
- Augusto Mastrantoni (Padre provinciale)
- Raffaele Giangrande (Don Gonzalo)
- Mauro Di Francesco (Menico)
- Guido Lazzarini (Padre Felice)
- Elio Crovetto (Uno sfaccendato)
- Dino Peretti (Grigna Poco)
- Michele Malaspina (il presidente del Tribunale di Sanità)
- Neda Naldi (Madre Badessa)
- Armando Benetti (Ambrogio)
- Ermanno Roveri (Fra Fazio)
- Michele Riccardini (Il padre guardiano)
- Gina Sammarco (La governante)
- Nando Tamberlani (Il vicario delle monache)
- Antonio Colonnello (Il capitano di giustizia)
- Piero Buttarelli (Pedro)
- Cesare Bettarini (Il vicario di provvisione)
- Gianfranco Mauri (Ambrogio Fusella)
- Mario Bardella (Bortolo Castagneri)

## Càsting
El càsting va ser especialment acurat, de manera que cada intèrpret apareix perfectament adaptat al paper que interpreta, tant en aparença física com en estil de interpretació. El repartiment inclou grans actors teatrals com Salvo Randone, Luigi Vannucchi e Tino Carraro, i estrelles del cinema com Massimo Girotti, Lea Massari i Neda Naldi.
Per als papers de Renzo i Lucia, es va escollir als joves i llavors desconeguts Nino Castelnuovo i Paola Pitagora, a qui el guió va donar una sobtada notorietat i va representar un punt de partida important per a la posterior trajectòria artística.
Cada episodi està precedit per una introducció llegida per Giancarlo Sbragia, que també és el narrador.
Els autors es van beneficiar del consell històric de Claudio Cesare Secchi, que aleshores era director del Centre Nacional d'Estudis Manzoni.